# Inside United
Inside United (kendt som Manchester United fra 1992 til 2000, og som United fra 2000 til 2006) er et officielt magasin for den engelske fodboldklub, Manchester United F.C.. Det bliver udgivet hver fjerde uge, hvilket resultere i 12 magasiner om året. Redaktøren er Ian McLeish. Magasinet er skrevet i samarbejde med hjemmesiden - ManUtd.com - og det officielle kampprogram - United Rewiew.